# Colliguaja odorifera
Colliguaja odorifera là một loài thực vật có hoa trong họ Đại kích. Loài này được Molina mô tả khoa học đầu tiên năm 1782.

## Hình ảnh

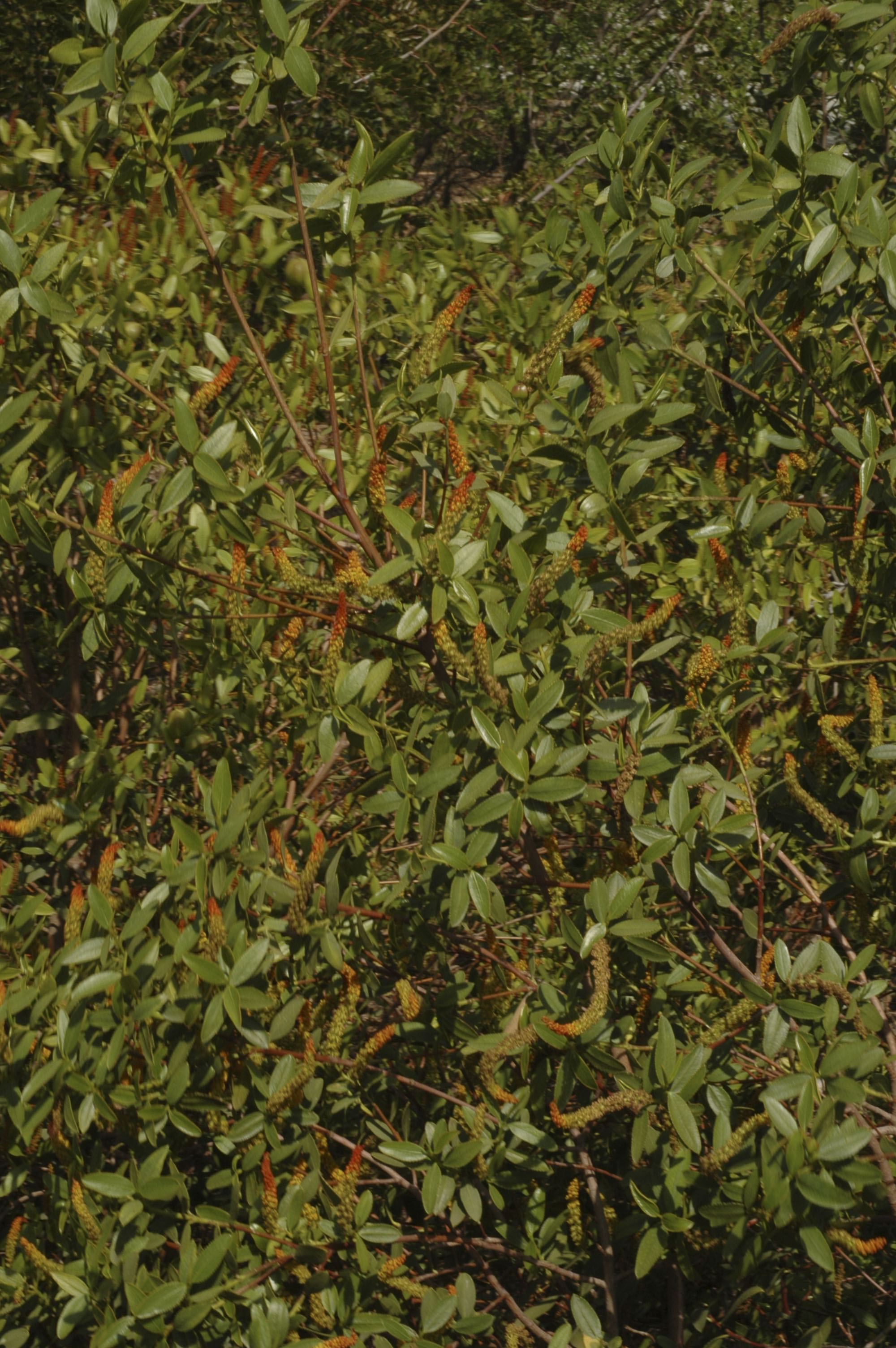
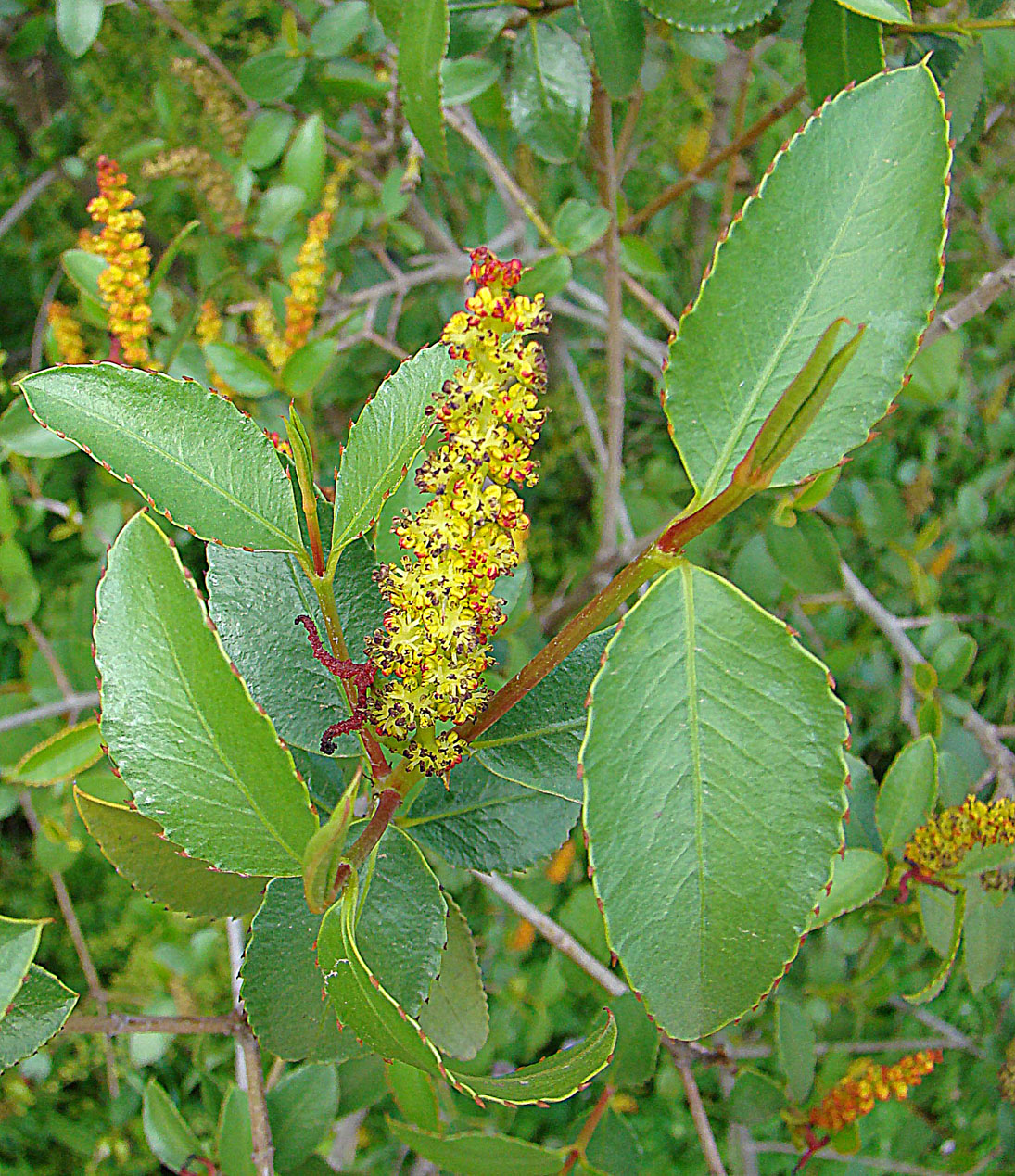
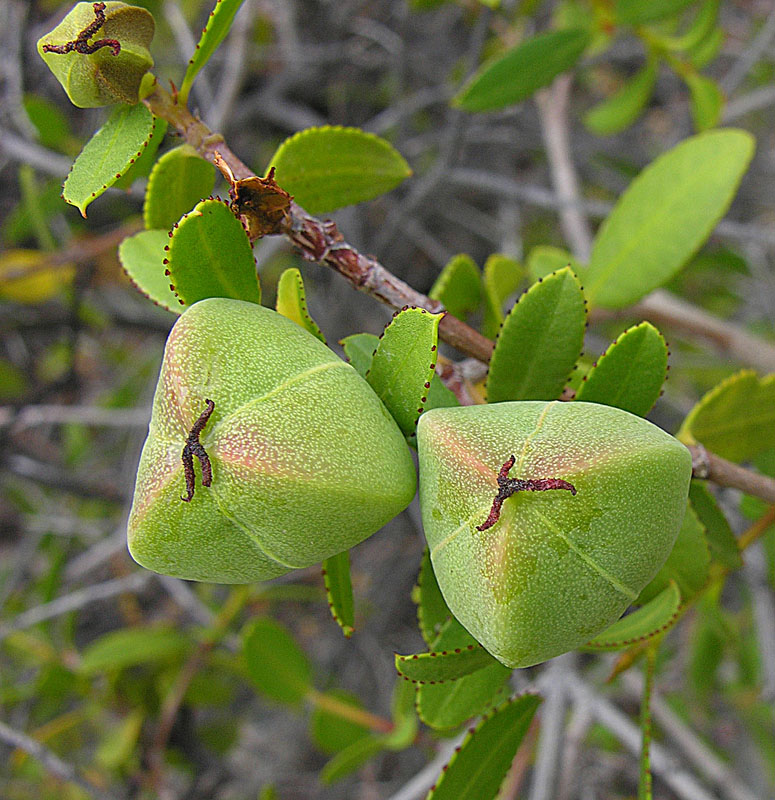